# Wesley Snipes
Wesley Trent Snipes (Orlando (Florida), 31 juli 1962) is een Amerikaans acteur.

## Biografie
Wesley Snipes werd geboren in Orlando, maar bracht veel van zijn jeugd op straat door in The Bronx. Zijn eerste grote rol had hij met New Jack City in 1991. Hierna volgde zijn doorbraak bij het grote publiek met Demolition Man in 1993. Hij heeft daarna vele rollen gehad, met name in vecht- en actiefilms, onder andere in de Blade-trilogie.

## Fraude
In 2006 werd Wesley Snipes in de Amerikaanse staat Florida aangeklaagd voor belastingfraude. Er was een arrestatiebevel tegen hem uitgevaardigd, meldde de Amerikaanse nieuwszender CNN op gezag van het ministerie van Justitie. Snipes zou tussen 1999 en 2001 voor bijna 12 miljoen dollar (9,6 miljoen euro) aan belastingen hebben ontdoken. Jarenlang deed hij geen belastingaangifte. Ook zou hij geld hebben teruggevraagd waarop hij geen recht had.
Snipes werd op 24 april 2008 veroordeeld tot een gevangenisstraf van drie jaar. De acteur heeft ruim 2,5 jaar vergeefs geprobeerd de gevangenisstraf te ontlopen. Op 9 december 2010 moest hij zich melden voor het uitzitten van zijn straf. Snipes zat vast in de licht-beveiligde afdeling van McKean Federal Correctional Institution in Lewis Run en is sinds april 2013 weer vrij.